# Li Chen (acteur)
 (décembre 2016).
Si vous disposez d'ouvrages ou d'articles de référence ou si vous connaissez des sites web de qualité traitant du thème abordé ici, merci de compléter l'article en donnant les références utiles à sa vérifiabilité et en les liant à la section « Notes et références ».
Dans ce nom chinois, le nom de famille, Li, précède le nom personnel.
Pour les articles homonymes, voir Li Chen (homonymie).
Li Chen(李晨) est un acteur chinois né le 24 novembre 1978 à Pékin. 
Il s'est fait connaître du grand public en 1997, en jouant le rôle de Jian Ning, un jeune garçon énergique et pur, dans la série 十七岁不哭. Il a depuis reçu une large reconnaissance en Chine, grâce à ses performances notamment dans Soldiers Sortie (en) et Tremblement de terre à Tangshan.

## Filmographie

### Séries
| Année | Nom                  | Rôle          | Note                |
| ----- | -------------------- | ------------- | ------------------- |
| 1997  | 十七岁不哭           | Jian Ning     |                     |
| 1997  | 你在哪里逗留         | Hu Ke         |                     |
| 1998  | 打工日记             | Qing Miao     |                     |
| 1999  | 刑警本色             | Mei Ying      |                     |
| 2001  | 非你不可             | Da Zhong      |                     |
| 2002  | 十三格格             | Qi Bei Le     |                     |
| 2003  | 歌唱                 | Cao Huoxing   |                     |
| 2004  | 危情24小时           | Fang Jin      |                     |
| 2004  | 醋溜族               | Hua           |                     |
| 2005  | 一针见血             | Fan Dong      |                     |
| 2005  | 离婚官司             | Wang Ziyi     |                     |
| 2006  | 士兵突击             | Wu Zhe        |                     |
| 2006  | 五月的鲜花           | Zhou Beiji    |                     |
| 2007  | 绝密押运             | Tao Tao       |                     |
| 2007  | 有多少爱可以重来     | Jiang Bei     |                     |
| 2009  | 我的团长我的团       | Zhang Lixian  |                     |
| 2009  | 生死线               | Long Wenzhang |                     |
| 2010  | 孽缘                 | Li Baoquan    |                     |
| 2010  | 虾球传               | Xia Qiu       |                     |
| 2011  | 理发师               | Lu Pingsheng  |                     |
| 2011  | 风车                 | Liang Chen    |                     |
| 2012  | 北京爱情故事         | Wu Di         | Producteur exécutif |
| 2012  | 风和日丽             | Liu Shijun    |                     |
| 2012  | 北京青年             | He Dong       |                     |
| 2012  | 麻辣女兵             | Chen Xiong    |                     |
| 2013  | 隐婚日记             | Ma Kongming   |                     |
| 2013  | 今夜天使降临         | Kong Jiacheng |                     |
| 2013  | 到爱的距离           | Li Rue        | Producteur exécutif |
| 2014  | 草帽警察             | Liu Wusi      |                     |
| 2014  | 离婚律师             | Lv Chen       |                     |
| 2014  | 北平无战事           | Qi Mutang     |                     |
| 2014  | 美人制造             | Yuan Tiangang |                     |
| 2014  | 好男儿之情感护理     | Ye Shilong    |                     |
| 2014  | 武媚娘传奇           | Li Mu         |                     |
| 2015  | 何以笙簫默           | Coiffeur      |                     |
| 2015  | 天使的城             | Li Feixiang   |                     |
| 2015  | 春江英雄之秀才遇到兵 | Long Qianyan  |                     |
| 2015  | 三个奶爸             | Yu Zheng      |                     |
| 2015  | 爸爸快长大           | Cui Zhen      |                     |
|       | 好家伙               | Shi Guang     | Producteur exécutif |

### Films
| Année      | Nom                     | Rôle          | Note       |
| ---------- | ----------------------- | ------------- | ---------- |
| 1997       | 花季雨季                | Wang Xiaotian |            |
| 1998       | 岁岁平安                | Zhao Gen      |            |
| 1999       | 从冰点到沸点            | petit frère   |            |
| 2000       | 天使的翅膀              | Li Xiaoyao    |            |
| 2001       | 男孩向前冲              | He Xiaofeng   |            |
| 2002       | 我心飞翔                |               |            |
| 2002       | 珍珠衫                  | Jiang Xingge  |            |
| 2002       | 花烛错                  | Yan Jun       |            |
| 2002       | 青春子弹                | Qing Tong     |            |
| 2003       | 情牵一线                |               |            |
| 2004       | 危险少女                | Guan Xiaoyang |            |
| 2005       | 终极游戏                | Qiao Liang    |            |
| 2006       | 沉默的较量              | Lei Xiaoming  |            |
| 2007       | 地下的天空              | Song Daming   |            |
| 2007       | 极限救援                | Liu Wu        |            |
| 2007       | Héros de guerre         |               |            |
| 2008       | 桃花运                  | Guan Xiang    |            |
| 2008       | 立正                    | Xiao Dong     |            |
| 2009       | 沂蒙六姐妹              | Da Zhuang     |            |
| 2010       | 庐山恋2010              | Ma Jiang      |            |
| 2010       | 奋斗                    | Lu Tao        |            |
| 2010       | 唐山大地震              | Fang Da       |            |
| 2010       | 非诚勿扰2               | un star       |            |
| 2011       | 杨善洲                  | Zhou Bo       |            |
| 2011       | The Founding of a Party | Zhang Guoxi   |            |
| 2011       | 失恋33天                |               |            |
| 2013       | 忠烈杨家将              | Yang Silang   |            |
| 2013       | 心花路放                |               |            |
| 2013       | 因情圆缺2               | Ding Yang     | micro film |
| 2013       | 致父亲                  | Wang Haoran   | micro film |
| 2015       |                         |               |            |
| 咱们结婚吧 | Li Xiang                |               |            |